# Trio avec piano no 2 de Beethoven

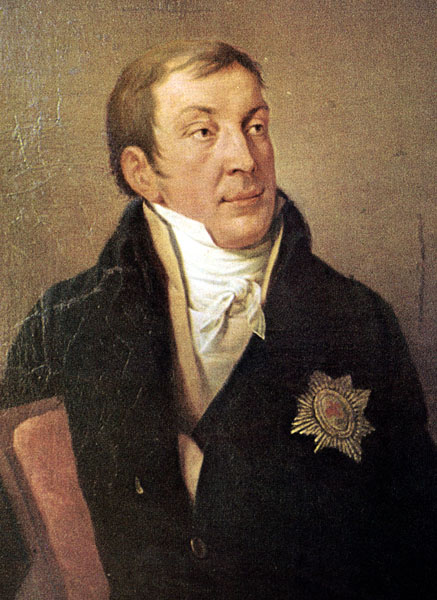
Karl Alois von Lichnowsky, dédicataire des trois trios avec piano opus 1

Le Trio avec piano no 2 en sol majeur, opus 1 no 2, de Ludwig van Beethoven, est un trio pour piano, violon et violoncelle composé entre 1793 et 1795,, publié en octobre 1795, et dédié avec les no 1 et no 3 au prince Carl Lichnowsky, un des premiers mécènes du compositeur à Vienne. Il fut probablement le premier trio esquissé d'entre les trois qui composent l'opus 1.

## Présentation de l'œuvre
Plus serein que le no 1, le Trio no 2 présente une introduction adagio écrite dans le style de Haydn et un troisième mouvement intitulé scherzo, innovation caractéristique de Beethoven.
Il comporte quatre mouvements et son exécution dure environ 32 minutes :
1. Adagio, 3/4 — Allegro vivace, 2/4, sol majeur (462 mesures)[4]
2. Largo con espressione, 6/8, mi majeur (124 mesures)[4]
3. Scherzo. Allegro, 3/4 sol majeur (130 mesures)[4]
4. Finale. Presto, 2/4, sol majeur (455 mesures)[4]